# Pseudacherontides zenkevitchi
Pseudacherontides zenkevitchi är en urinsektsart som beskrevs av Djanaschvili 1971. Pseudacherontides zenkevitchi ingår i släktet Pseudacherontides och familjen Hypogastruridae. Inga underarter finns listade i Catalogue of Life.